# Antho dichotoma
Antho dichotoma är en svampdjursart som först beskrevs av Carl von Linné 1767.  Antho dichotoma ingår i släktet Antho och familjen Microcionidae.
Artens utbredningsområde är Norge. Arten är reproducerande i Sverige. Inga underarter finns listade i Catalogue of Life.